# Staw w Ogrodzie Saskim
Staw w Ogrodzie Saskim – staw w Warszawie na terenie Ogrodu Saskiego.

## Położenie i charakterystyka
Staw leży po lewej stronie Wisły, w stołecznej dzielnicy Śródmieście, na obszarze MSI Śródmieście Północne, w północnej części Ogrodu Saskiego, w pobliżu ulic Niecałej i Aleksandra Fredry. Położony jest na obszarze bezpośredniej zlewni Wisły.
Nad jego zachodnim brzegiem znajduje się zabytkowy wodozbiór będący kopią świątyni Westy z Tivoli. Na stawie znajduje się wyspa, na której umieszczona jest rzeźba będąca jedną z kilku kopii „Chłopca z Łabędziem” autorstwa Theodora Erdmanna Kalidego.
Zgodnie z „Programem Ochrony Środowiska dla m.st. Warszawy na lata 2009–2012 z uwzględnieniem perspektywy do 2016 r.” staw położony jest na wysoczyźnie, a jego powierzchnia wynosi 0,1993 ha. Według numerycznego modelu terenu udostępnionego przez Geoportal lustro wody znajduje się na wysokości 108,9 m n.p.m. Akwen ma możliwość spuszczania wody np. w celu czyszczenia.
Nad brzegiem zbiornika, w pobliżu wodozbioru, rosną cztery miłorzęby dwuklapowe (Ginkgo biloba) będące pomnikami przyrody (nr INSPIRE: PL.ZIPOP.1393.PP.1465011.3267). W pobliżu rosną także topole balsamiczne, platany, wiązy szypułkowe i dęby bezszypułkowe.

## Historia
Jest to sztuczny zbiornik wybudowany w latach 1852–1854. Powstał przy okazji budowy wodozbioru w formie kopii świątyni Westy z Tivoli projektu Henryka Marconiego. Budynek ten był częścią pierwszego systemu wodociągów w Warszawie. Staw urządzono w miejscu wykopu gruntu, który posłużył do usypania wzgórza, na którym stanął wodozbiór.
Po napełnieniu stawu zalewane były piwnice sąsiadujących budynków. W związku z tym wodę spuszczono, a w jego miejscu urządzono klomby kwiatowe.  W 1862 roku na środku postawiono fontannę  i rzeźbę będącą kopią dzieła Theodora Erdmanna Kalidego. W 1878 roku do sadzawki ponownie napuszczono wodę po wzmocnieniu boków ziemią oraz gliną i wybrukowaniu dna. Odprowadzano do niej nadmiar wody w wypadku przepełnienia się wodozbioru. Zimą sadzawka zmieniała się w lodowisko.
Według stanu wiedzy z 1921 roku w stawie występowały żółwie błotne, których liczebność ówcześnie malała. Wśród ryb spotkać można było karpie i  cierniki. Oprócz tego występowały także splewki karpiowe.

## Galeria
| - Staw między rokiem 1890 a 1905 (litografia) - Staw i wodozbiór po 1918 - Rzeźba i fontanna „Chłopiec z łabędziem” - Widok na staw od zachodu |